# Высадка человека в Антарктиде

Первая высадка в Антарктике

Первая официально задокументированная высадка человека на Антарктическом континенте произошла 24 января 1895 года. В этот день экипаж шведского китобойного судна «Антарктик» под командованием Леонарда Кристенсена, чья экспедиция финансировалась Генрихом Буллом, решил отправить лодку к берегу материка около мыса Адэр у северной оконечности земли Виктории. В лодке находились шестеро мужчин. Из них четверо — Генрих Булл, Леонард Кристенсен, Карстен Борхгревинк и 17-летний новозеландский моряк Александер фон Тунзельманн — ступили на континент практически одновременно. Новозеландцы обычно считают фон Тунзельманна первопроходцем Антарктиды. В 1998 году правительство Новой Зеландии официально назвало место высадки Тунзельманна на берег «Точкой фон Тунзельманна».